# ATC-kod J02: Antimykotika för systemiskt bruk
ATC-kod J02: Antimykotika för systemiskt bruk är en del av klassificeringssystemet ATC (Anatomical Therapeutic Chemical Classification System) för läkemedel och vissa andra medicinska produkter. ATC utvecklas av WHO och består av alfanumeriska koder indelade i grupper utifrån anatomi, medicinsk funktion och läkemedelstyp på 5 olika kodnivåer. Denna sida utgör innehållet i en specifik grupp på nivå 2.

## J02AAntimykotikaför systemiskt bruk

### J02AAAntibiotika
J02AA01 Amfotericin
J02AA02 Hachimycin

### J02ABImidazolderivat
J02AB01 Mikonazol
J02AB02 Ketokonazol

### J02ACTriazolderivat
J02AC01 Flukonazol
J02AC02 Itrakonazol
J02AC03 Vorikonazol
J02AC04 Posakonazol

### J02AX Övriga antimykotika för systemiskt bruk
J02AX01 Flucytosin
J02AX04 Kaspofungin
J02AX05 Mikafungin
J02AX06 Anidulafungin

### Engelska
- WHO Collaborating Centre for Drug Statistics Methodology - ATC Index
- WHO Collaborating Centre for Drug Statistics Methodology - ATCvet Index

### Svenska
- SIL online
- FASS.se - ATC
- FASS.se - Veterinär-ATC
- Sök läkemedelsfakta - Läkemedelsverket
- Socialstyrelsen : Klassifikationer
- Nationellt produktregister för läkemedel - NPL